# وجه مشقوق
تضخم الشدق أو الوجه المشقوق، (من اليونانية بادئة  makro-  معنى «كبير» وفي اليونانية στόμα، «الفم» يشير إلى الفم أنه واسع بشكل غير عادي.
يتميز بوصفه شذوذ خلقي الذي يؤدي لشقوق على تشكيل الوجه للأفراد المصابين. فإن هذه الشقوق تتشكل على أحد أو كلا من جانبي الوجه، ولكن تعتبر الأكثر شيوعا على الخد الأيمن ولديها أعلى معدل حدوث في الذكور. شدق غير منتظم للغاية وفي المتوسط يحدث مرة واحدة فقط في كل 150,000 ل 300,000 مولود حي. انه غير المألوف للشدق تحدث تلقاء نفسه ويتم إدراجه بمثابة أعراض لكثير من الأمراض بما في ذلك صغر الجسم القحفي. وشقوق ناتجة عن التطور غير السليم أوالانصهار في الفك السفلي وعمليات الفك العلوي. والشقوق تؤدي إلى مشاكل في تنمية العضلات الوجه. منشأ شق الشدق هو لم يفهم تماما أنه من المحتمل أن يكون لها أسباب متعددة.

## مقدمة
يمكن أن تسبِّبَ إصاباتُ الوجه واضطراباته ألماً وأثراً سلبياً في مظهر المريض. وفي الحالات الشديدة، يمكن أن تؤثِّر في الرؤية والكلام والتنفس، وفي قدرة المريض على البلع. إن هناك إصابات واضطرابات كثيرة يمكن أن تصيبَ الوجه. تعتمد معالجةُ إصابات الوجه واضطراباته على السبب؛ ففي بعض الحالات، يمكن ألاَّ تكونَ هناك حاجة إلى المعالجة. أمَّا في حال الحاجة إلى معالجة، فقد تشتمل هذه المعالجةُ على استخدام الأدوية أو الجراحة أو على طرق علاجية أخرى.

## الاختلافات المظهرية
هناك أربعة اختلافات واضحة من شق الشدق. حسب التصنيفات وهي: الشق الجانبي الكامل على الوجه، شق الشدق البسيط، شق الشدق يحدث ترهل في عضلات الوجه، وتصبح عضلات الوجه المترهلة معزولة.
ويرتبط الفلح المرتبط الشدق بالاندماج غير السليم أو فشل في عمليات تطور الفك أوالفكين أثناء التطور الجنيني.
هذا يمكن أن يؤدي إلى مجموعة متنوعة من التشوهات تشمل الجلد، الأنسجة تحت الجلد، عضلات الوجه، والأغشية المخاطية.